# Federazione pallavolistica della Sierra Leone
La Federazione sierraleonese di pallavolo (fra. Fédération de volley-ball de la Sierra Leone, FVBSL) è un'organizzazione fondata per governare la pratica della pallavolo in Sierra Leone.
Organizza il campionato maschile e femminile, e pone sotto la propria egida la nazionale maschile e femminile.
Ha aderito alla FIVB nel 1964.